# Tützpatz
Tützpatz est une commune située dans l'arrondissement du Plateau des lacs mecklembourgeois dans le land de Mecklembourg-Poméranie-Occidentale (Allemagne). Elle comprenait 569 habitants au 31 décembre 2008.

## Quartiers
- Tützpatz
- Idashof
- Schossow

## Architecture
- Église
- Château baroque reconstruit en 1908